# Аринус (микрорегион)
Аринус (порт. Microrregião de Arinos) — микрорегион в Бразилии, входит в штат Мату-Гросу. Составная часть мезорегиона Север штата Мату-Гроссу. Население составляет 75 635	человек (на 2010 год). Площадь — 54 924,466 км². Плотность населения — 1,38	чел./км².

## Демография
Согласно сведениям, собранным в ходе переписи 2010 г. Национальным институтом географии и статистики (IBGE), население микрорегиона составляет:						
| Полное население                             | Полное население                             | Полное население                             | Полное население                             | 75 635 |
| -------------------------------------------- | -------------------------------------------- | -------------------------------------------- | -------------------------------------------- | ------ |
| в том числе:                                 | Городское население                          | 52 393                                       | Процент городского населения, %              | 69,27  |
|                                              | Сельское население                           | 23 242                                       | Процент сельского населения, %               | 30,73  |
|                                              | Мужское население                            | 39 844                                       | Процент мужского населения, %                | 52,68  |
|                                              | Женское население                            | 35 791                                       | Процент женского населения, %                | 47,32  |
| Плотность населения, чел/км²                 | Плотность населения, чел/км²                 | Плотность населения, чел/км²                 | Плотность населения, чел/км²                 | 1,38   |
| Население микрорегиона в % к населению штата | Население микрорегиона в % к населению штата | Население микрорегиона в % к населению штата | Население микрорегиона в % к населению штата | 2,49   |

## Статистика
- Валовой внутренний продукт на 2003 год составляет 522 308 776,00 реалов (данные: Бразильский институт географии и статистики).
- Валовой внутренний продукт на душу населения на 2003 год составляет 6891,47 реал (данные: Бразильский институт географии и статистики).
- Индекс развития человеческого потенциала на 2000 год составляет 0,751 (данные: Программа развития ООН).

## Состав микрорегиона
В составе микрорегиона включены следующие муниципалитеты:
1. Жуара
2. Нова-Маринга
3. Нову-Оризонти-ду-Норти
4. Порту-дус-Гаушус
5. Сан-Жозе-ду-Риу-Клару
6. Табапоран